# Weissia longidens
Weissia longidens är en bladmossart som beskrevs av Jules Cardot 1907. Weissia longidens ingår i släktet krusmossor, och familjen Pottiaceae. Inga underarter finns listade i Catalogue of Life.